# Taishū engeki

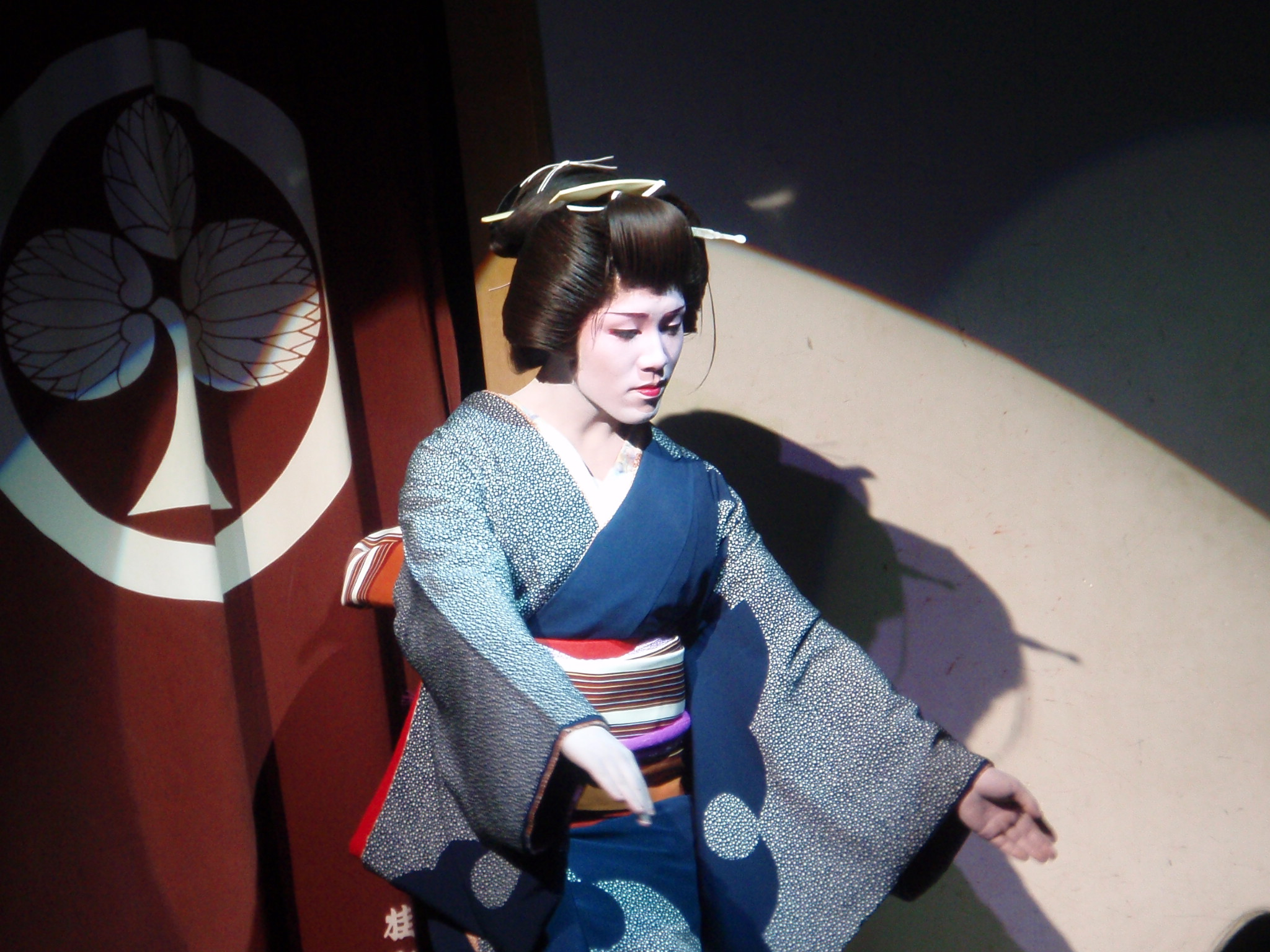
El popular onnagata (especialista en roles femeninos) Daigorō Tachibana bailando durante una presentación en el Teatro Miyoshibashi en Yokohama, noviembre de 2007.

El Taishū engeki (大衆演劇 lit. "teatro de/para las masas"?) es un género de teatro popular en Japón, frecuentemente descrito como "teatro ligero" y comparadado con formas tales como el musical y la revista.
A pesar de que diferentes interpretaciones y definiciones sobre el taishū engeki abundan, se distingue por la noción de que está destinado al entretenimiento de la gente común: no contiene profundos temas filosóficos ni tiene mensajes políticos. 
Las compañías de taishū engeki nunca tienden a estar conectadas con un solo teatro; es más, viajan, presentándose en pequeños teatros locales, centros comunitarios y lugares por el estilo. El precio de los boletos de taishū engeki son relativamente bajos comparados con las más importantes formas de teatro urbano, como el kabuki, la ópera y los musicales de Broadway, a la vez que se hacen esfuerzos para inspirar una sensación de cercanía entre la audiencia y los actores.
- Datos: Q7676431
- Multimedia: Taishū Engeki / Q7676431